# Union générale des travailleurs djiboutiens
L'Union générale des travailleurs djiboutiens (UGTD), est une confédération syndicale djiboutienne. Elle est affiliée à l'Organisation de l'unité syndicale africaine (OUSA) et à la Fédération syndicale mondiale (FSM). 

## Histoire
L’UGTD était la centrale syndicale unique de Djibouti, situation courante dans tous les pays d’Afrique. Le pluralisme syndical est apparu en 1992, par une scission au sein de l’UGTD, créant l'UDT (Union djiboutienne du travail). Lors du 10e congrès extraordinaire de l'UGTD tenu le 26 juin 2021, Bilal Aden Atteyeh est élu secrétaire général à l'unanimité.

## Organisations affiliées
En 2021, l'UGTD est constituée de 14 syndicats.
- Syndicat des travailleurs du port de Doraleh
- Syndicat de la Poste de Djibouti
- Syndicat des employés civils de l'armée française
- Syndicat autonome des employés de Banque (SAEB)

## Dirigeants
- Kamil Diraneth Hared
- Said Yonis Waberi
- Bilal Aden Atteyeh